# Anthony Wolfe
Anthony Wolfe, né le 23 décembre 1983 à Manzanilla, est un footballeur international trinidadien. Il joue au poste de milieu de terrain avec l'équipe de Trinité et Tobago et le club du Central FC en TT Pro League.

## Carrière

### En équipe nationale
Wolfe participe à la coupe du monde 2006 avec l'équipe de Trinité et Tobago.

## Palmarès
- 23 sélections en équipe nationale (3 buts) depuis 2003